# 李农
李农（？—350年），又名李菟。十六国时后赵大臣。

## 生平
后赵武帝石虎任命李农为抚军将军，建武五年（339年）晋朝庾亮镇守武昌，石虎任用夔安为大都督，率石鉴、石闵、李农、张貉、李菟五位将军，兵众共五万人攻打荆州和扬州的北部边境，夔安、李农攻陷沔南。李农为使持节、监辽西北平诸军事、征东将军、营州牧，镇令支（今河北省迁安西）。李农率领士众三万人，会同征北大将军张举进攻前燕的凡城，被悦绾抵挡。建武十三年（347年）李农任司空。天竺僧人佛图澄在后赵。石虎让司空李农早晚问候佛图澄的起居。次年，受命与太尉张举定议立石世为太子。
太宁元年（349年），梁犊起事，石虎任命他为大都督，行大将军事，统步骑十万讨伐，于新安（今河南省渑池县东）、洛阳连战连败。石世即位后，张豺找太尉张举谋划诛杀司空李农，张举和李农关系密切，把此事告诉了李农。李农闻讯后逃到广宗。石遵杀死石世，李农前来归附谢罪，石遵让他官复原位。石冲在蓟城谋反，石遵派武兴公石闵及李农率领精锐士卒十万人讨伐石冲。石冲在元氏县被擒。东晋褚裒北伐，李农作为南讨大都督，率二万骑兵和褚裒部将王龛等在代陂交战，王龛等大败，都被后赵俘获。十一月石闵胁迫李农及右卫将军王基密谋废黜石遵，石鉴即位，实行大赦。任命武兴公石闵为大将军，封为武德王。任命司空李农为大司马，录尚书事。
次年闰正月，石闵、李农废黜石鉴，司徒申钟等人向石闵进献尊号，石闵要谦让给李农，李农执意推辞，不肯接受。石闵便即皇帝位，实行大赦，改年号为永兴，立国号为大魏。三月，石闵恢复冉姓，任命李农为太宰、兼太尉、录尚书事，封齐王，李农的儿子们全都被封为县公。四月，冉闵杀掉了李农及他的三个儿子，同时被杀的还有尚书令王谟、侍中王衍、中常侍严震。史书没有明确记载冉闵这么做的原因。